# Kalmár György (újságíró)
Kalmár György (Budapest, 1926. november 28. – 2002. augusztus 17.) magyar újságíró, a közgazdaságtudományok kandidátusa.

## Életpályája
Kalmár László (1890–?) drogista és Danielisz Márta (1899–1983) fiaként született. Apja Barcsról származott, családnevét 1906-ban magyarosította Kohnról Kalmárra.
Középiskolai tanulmányait az Óbudai Árpád Gimnáziumban végezte. Egyetemi tanulmányait az Eötvös Loránd Tudományegyetem Bölcsészettudományi Kar (ELTE BTK) angol-magyar szakán végezte el. 1948-tól a Magyar Rádió munkatársa volt. 1957–1976 között a Népszabadság főmunkatársa, majd az Új Tükör főszerkesztő-helyettese volt. 1958-ban a Magyar Tudományos Akadémia Világgazdasági Kutatóintézetének tudományos munkatársa volt. 1976–1992 között a Magyar Televízió főmunkatársaként dolgozott. 1992-től szabadfoglalkozású újságíró volt.

## Művei
- Jónapot Moszkva (1958)
- A bécsi kapu (1961)
- Arany Ghána (1964)
- A Niger partján; Gondolat, Budapest 1967 (Világjárók)
- Merre tartanak a fejlődő országok? (1970)
- India. Nyugalom és nyugtalanság (1971)
- Indira Gandhi; Kossuth, Budapest, 1972
- India – nyugalom és nyugtalanság; 2. bővített kiadás; Kossuth, Budapest, 1973
- A felrobbant ország. Pakisztán, Bengália; Gondolat, Budapest, 1974 (Világjárók 93.)
- Ghána útjai (1976)
- Mi a gandhizmus?; MTA Világgazdasági Kutató Intézet Budapest, 1980 (Tanulmányok a fejlődő országokról)
- Mahátmá Gandhi. Álom, politika, valóság; Gondolat, Budapest, 1982
- Indira Gandhi; 2. bővített, átdolgozott kiadás; Kossuth, Budapest, 1985
- Szöulból jelentem (1988)
- Lázadó nemzetek, vérző kisebbségek; Püski, Budapest, 1990
- Jöjjön velünk Indiába (Stalter Györggyel, 2000)

## Műsorai
- Panoráma
- A Hét
- Világkép
- Helló világ

## Díjai, elismerései
- Rózsa Ferenc-díj második fokozat (1964)[4]
- A közgazdaságtudományok kandidátusa (1976)
- Kiváló Munkáért díj
- Magyar Lajos-díj (1999)